# 美國商業資訊
美國商業資訊（英語：Business Wire，BW），是美國一家新聞稿、公共关系等公開資訊發布的服務商，在全球擁有30多個辦事處。利用其平臺將文本新聞稿、圖片以及其他多媒體內容傳遞給世界各地記者、金融專業人士、投資者服務機構、監管機構和消費者。

## 沿革
- 1961年10月，由洛里·I·洛基在美國創立。
- 1995年5月，官方網站開通。
- 2001年，在倫敦開設辦事處，推展歐洲業務[3]。
- 2006年3月，被波克夏·哈薩威公司收購[4]。
- 2008年2月，宣布和国际文传电讯社合作推出大中華區平臺網站[5]。
- 2013年11月，宣布在香港設立辦事處[6]。

## 外部連結
- Business Wire （页面存档备份，存于） （英文）
- Business Wire 香港 （页面存档备份，存于） （繁體中文） （英文）
- 美国商业资讯 （页面存档备份，存于） （简体中文） （繁體中文） （英文）